# Chosendo
Chosendo é uma povoação portuguesa sede da Freguesia de Chosendo do Município de Sernancelhe, freguesia com 10,72 km² de área e 267 habitantes (censo de 2021), tendo, por isso, uma densidade populacional de 24,9 hab./km².
Pertenceu ao extinto concelho de Fonte Arcada até 1855.
A principal característica da freguesia é a abundante cultura da castanha, assim como do vinho.
Como património edificado podemos ver dentro das delimitações da freguesia a sua igreja principal que data de 1732 com um altar mor em talha dourada e com importante acervo de obra sacra.
O nome de Chosendo é algo obscuro. Pinho Leal afirma provir de “Chouza”, pequenas fazendas. “Chouzendo”, que se simplificara em Chosendo, seria um conjunto de chousas.
Leite de Vasconcelos faz evoluir “Fluzendus” (nome medieval de homem) para Chozendo. Seria originariamente a “vila” ou quinta de Fluzendo (Fluzendi, genitivo latino), do qual, por via da palatalização se formara Chuzendo.
Como todas as povoações localizadas na parte norte do concelho, Chosendo fica em lugar frio e pedregoso, na encosta do Alto do Drago, entre o cabeço de Santa Bárbara e a Cova da Moura, ramifizações que são da serra da Zebreira. Entretanto não pode deixar de se dizer que esta grande aldeia fica no abrigo da serra, voltada para nascente, embora tendo, por detrás, serrania pedregosa e, aos pés, limitados campos de cultivo.
Seus subúrbios são, pois, muito pedregosos. A povoação faz hoje coexistir as povoações humildes - mas de tipo caracteristicamente regional, a que o granito dá um aspeto arcaizante – como as de inspiração moderna, sobretudo de importação de países onde mais demoradamente se postaram os Chosendenses a viver e a trabalhar.

## Demografia
A população registada nos censos foi:
| Distribuição da População por Grupos Etários | Distribuição da População por Grupos Etários | Distribuição da População por Grupos Etários | Distribuição da População por Grupos Etários | Distribuição da População por Grupos Etários |
| -------------------------------------------- | -------------------------------------------- | -------------------------------------------- | -------------------------------------------- | -------------------------------------------- |
| Ano                                          | 0-14 Anos                                    | 15-24 Anos                                   | 25-64 Anos                                   | > 65 Anos                                    |
| 2001                                         | 31                                           | 42                                           | 122                                          | 55                                           |
| 2011                                         | 33                                           | 26                                           | 129                                          | 66                                           |
| 2021                                         | 18                                           | 29                                           | 127                                          | 93                                           |

## Património
- Igreja Matriz de São Miguel de Chosendo;
- Capela de São Sebastião;
- Capela de Santa Bárbara.